# Macronema exophthalmum
Macronema exophthalmum är en nattsländeart som beskrevs av Oliver S. Flint Jr. 1978. Macronema exophthalmum ingår i släktet Macronema och familjen ryssjenattsländor. Inga underarter finns listade i Catalogue of Life.